# Eupithecia ochroriguata
Eupithecia ochroriguata là một loài bướm đêm trong họ Geometridae.